# Nucleus (hudební skupina)
Nucleus byla anglická jazzrocková skupina, jejímž vůdcem byl trumpetista Ian Carr. Mezi další členy patří například Karl Jenkins, Chris Spedding a Kenny Wheeler. Skupinou během její dvacetileté existence prošla řada hudebníků, přičemž jediným konstantním členem byl Carr. Své první album nazvané Elastic Rock kapela vydala v roce 1970 a následně vyhrála první cenu na Montreuxském jazzovém festivalu. Následovala cesta do Spojených států amerických, kde kapela Nucleus vystupovala na Newportském jazzovém festivalu a v newyorském klubu Village Gate. V roce 2005 byla kapela po šestnácti letech obnovena pro jednorázové vystoupení.

## Diskografie
- Elastic Rock (1970)
- We'll Talk About It Later (1970)
- Solar Plexus (1971)
- Labyrinth (1973)
- Roots (1973)
- Under the Sun (1974)
- Alleycat (1975)
- Snakehips Etcetera (1975)
- In Flagranti Delicto (1977)
- Out of the Long Dark (1979)
- Awakening (1980)
- Live at the Theaterhaus (1985)